# Артиљеријска авијација
Артиљеријска авијација је врста авијације намијењена за садејство са артиљеријом, а главна намјена јој је да врши уочавање и осматрање циљева, и јавља о коректури артиљеријске ватре.
Већ пред Први свјетски рат авион се на маневрима користи за осматрање и корекцију артиљеријког гађања. Почетком рата све стране користе авионе за ову врсту задатка, поготово послије преласка на рововско ратовање. Првобитно се сигнали шаљу маневрима авиона лијево или десно који се осматрају са земље, али тек увођење радио-телеграфије 1915. доводи до доброг рјешења проблема комуникације. Французи 1915. формирају посебне артиљеријске ескадриле за садејство с артиљеријом, од извиђачких ескадрила. Током битке на Соми 1916. Нијемци трпе тешке губитке од ватре француске артиљерије чију коректуру врши авијација, често и на 12-20 km од линије фронта.
Између ратова се одређују старији извиђачки и бомбардерски авиони за задатке садејтва с артиљеријом. Често су придавани армијама копнене војске а понеки опремљени и радио-телефонским уређајима.
У Другом свјетском рату махом се користе лаки авион специфично за рад с артиљеријом. Примјери су Физелер Шторх, Поликарпов По-2, Пајпер Каб Л-4 и Л-5, Тејлоркрефт Остер 3, и други. Опремљени су радио-станицама, камерама, уређајима за дизање извјештаја са земље и бацање истих на земљу, сигналним пиштољем и ручним двогледом. У условима превласти противника у ваздуху, за осматрање су понекад кориштени и ловачки и јуришни авиони.
Послије Другог свјетског рата јединице а. су опремљене авионима и хеликоптерима, и најчешће у саставу ваздухопловства копнене војске. У рату у Кореји и Вијетнаму јединице САД користе лаке авионе и хеликоптере за артиљеријско осматрање.
Сматра се да ће беспилотне летјелице, лаки авиони и хеликоптери и даље имати важну улогу у будућим ратовима у улози артиљеријског осматрања.